# Тимошинская (Тарногский район)
Тимошинская — упразднённая деревня в Тарногском районе Вологодской области России. 

## География
Расстояние до районного центра Тарногского Городка по автодороге — 1,5 км. Ближайшие населённые пункты — Тарногский Городок, Кремлево, Алферовская.

## История
В рамках организации местного самоуправления с 2004 до 2022 гг. входила в Тарногское сельское поселение, в рамках административно-территориального устройства — в Шевденицкий сельсовет.
В апреле 2022 года включена в состав села Тарногский Городок.

## Население
По переписи 2002 года население — 46 человек (24 мужчины, 22 женщины). Всё население — русские.